# Ivanics Tibor
Ivanics Tibor (Gyula, 1937. június 29. – 2014. június 28.) labdarúgó, edző, olimpiatörténet-író, sportpolihisztor. A magyar sportélet jeles, egyben egyik legsokoldalúbb alakja. A Magyar Olimpiai Akadémia és a Olimpiatörténészek Nemzetközi Társaságának tagja, olimpiatörténeti szakíró, testnevelő tanár. A Testnevelési Főiskola Sportvezető és Edzőképző Intézet oktatója, a Magyar Labdarúgó Szövetség edzőbizottságának titkára, a kubai labdarúgó-válogatott szövetségi kapitánya.

## Pályafutása

### Labdarúgóként
Tanulmányai révén került Budapestre és ott is kezdte labdarúgó pályafutását. Nevelő egyesülete a Lágymányosi Dohánygyár csapata volt. Felnőtt játékosként a KELTEX csapatában szerepelt 1951 és 1956 között, majd iskolája egyesületében, TFSE-ben folytatta 1960-ig. Ekkor a Ferencvárosi TC igazolta le, ahol két évet töltött, végül a Petőfi Statisztika egyesületnél fejezte be az aktív játékot 1963-ban, miután párhuzamosan edzői képesítést szerzett. Innentől fogva már edzőként folytatta sportpályafutását.

### Edzőként
Már 1963-ban debütált a KSI-ben, ahol utánpótlás edző volt és egy év múlva a Magyar Ifjúsági válogatott erőnléti edzője lett. 1971-ben nem mindennapi lehetőséghez jutott, miután lehetősége volt Kubában folytatni a tréneri tevékenységét, mégpedig a Kubai labdarúgó-válogatottnál, valamint tartományi sportszakfelügyelővé is kinevezték. Négy évnyi tartalmas munka után 1975-ben hazatért és az NB II-es Dorogi AC vezetőedzője lett. Csapatát a bajnokság végén az NB. I-be vezette, ám nem sikerült megkapaszkodniuk a legjobbak között és 1977-ben kiestek. A következő évben reményteljesen vágtak neki a bajnokságnak, az első osztályba való visszajutásért küzdve. Az őszi szezon végén a Dorog az élbolyban végzett, mindössze két ponttal lemaradva az őszi bajnok Salgótarjáni BTC mögött. A tavaszi folytatás azonban messze elmaradt az őszi teljesítménytől és felemás szereplést követően csak a középmezőnybe végeztek. Három évi dorogi edzősködést követően újra Kubába szerződött, ahol, mint a Kubai válogatott szövetségi kapitánya remek sikerekre vezette csapatát. 1979-ben európai turnéra érkezett a kubaiakkal. Kihasználva a dorogi klubbal való jó viszonyát a dorogi csapat ellen is lekötött egy mérkőzést. A találkozó egyfajta ajándék is volt a klub felé, amely akkor ünnepelte fennállásának 65. évét. Keze alatt ütőképes gárda alakult, amely kivívta a jogot a moszkvai olimpián való indulásra 1980-ban, majd az olimpián az 5. helyezettek lettek, amely a kubai válogatott legnagyobb sikereihez tartozik a mai napig is. 1982-ben végleg hazatelepült a karibi országból és újra Dorogra ment, ahol ezúttal is a csapat vezetőedzője lett. A klubnál segítőtársa, pályaedzője egykori dorogi játékosa, Gabala Ferenc lett. A bajnoki évad azonban nem úgy sikerült, mint azt a tervek és az első bajnoki meccsek eredményei alapján gondolták. Remek rajtot vettek, az élen is álltak, ráadásul a legkeményebb ellenfelek ellen játszott meccseket követően, azonban innen elkezdődött vereséghullámmal sereghajtók lettek. Jó hajrával ugyan bennmaradó helyen zárták az őszi szezont és a tavaszi folytatásban is egyenletes teljesítményt nyújtva - közte egy kiugró 7:2-s győzelemmel - nyugodtabb pozícióban várhatták a véghajrát. Ekkor azonban két egymást követő idegenbeli mérkőzésen veszítettek, ahol minimálisan is 2 pontot terveztek. Pont nélkül, ráadásul rúgott gól nélkül, 5 kapott ellenében vették a két mérkőzést, amellyel ismét veszélybe került a bennmaradás. Ezért idő előtt, 5 fordulóval a bajnokság vége előtt lemondott. Ezzel befejeződött az egykor sikeres dorogi időszaka is. Dorog után 1983-84-ben Baján folytatta edzősködését, az ottani NB. II-es csapatnál, végül a MALÉV SC-ben fejezte be az 1980-as évek végén.

### Sportvezetőként és pedagógusként
A Testnevelési Főiskola Sportvezető és Edzőképző Intézet oktatója volt, valamint a Magyar Labdarúgó Szövetség edzőbizottságának titkára. Testnevelő tanárként tanított a budapesti Vasútgépészeti Technikumban és a dr. Mező Ferenc általános iskolában. 1996-2008 között tagja volt a Magyar Olimpiai Akadémia Tanácsának.

## Sportszakírói munkája
Az idők során ezidáig több, mint harminc sport - elsősorban olimpia-történeti kiadvány fűződik a nevéhez, ahol szerző, társszerző, vagy szakértő volt.   

### Művei
- Érmeseink az olimpiai játékokon, 1896-1992. Adattár; összeáll. Ivanics Tibor, szerk. Szabó Lajos; MOB, Bp., 1992
- Ivanics Tibor–Bende István: Athén, Atlanta. Az olimpiai játékok magyar érmesei, 1896-1996. Képes sportlexikon; Gratis Plusz Kft., Bp., 1996
- Olimpiai fáklyavivők. Magyarország olimpiai iskolái; szerk. Ivanics Tibor; Magyar Olimpiai Akadémia, Bp., 2002
- Az újkori olimpiák története 1-7. rész - társszerző: Lévai György
- Magyarok a téli olimpiai játékokon, társszerk., 1998
- Hencsei Pál–Ivanics Tibor: Magyar birkózók az olimpiai játékokon; Sopron, Quint, 2003
- Hencsei Pál–Ivanics Tibor: Magyar úszók, műugrók, műúszók az olimpiai játékokon; Sopron, Quint, 2004
- Hencsei Pál–Ivanics Tibor: Magyar kajakozók-kenuzók az olimpiai játékokon; magánkiadás, Bp., 2004
- Hencsei Pál–Ivanics Tibor: Magyar vívók az olimpiai játékokon. Hazánk legeredményesebb olimpiai sportága; General Press, Bp., 2006
- Sikersportágaink az olimpiai játékokon, 1896-2000 - társszerző: Sárdi Lajos, 2004
- Hencsei Pál–Ivanics Tibor: Magyar atléták az olimpiai játékokon; Sopron, Quint, 2006
- Hencsei Pál–Ivanics Tibor: Magyar vívók az olimpiai játékokon. Hazánk legeredményesebb olimpiai sportága; General Press, Bp., 2006
- Hencsei Pál–Ivanics Tibor: Magyar vízilabdázók az olimpiai játékokon; Sopron, Quint, 2008
- Hencsei Pál–Ivanics Tibor: Magyar öttusázók az olimpiai játékokon; Magyar Öttusa Szövetség, Bp., 2008
- A Magyar Olimpiai Akadémia évkönyve; szerk. Ivanics Tibor; MOA, Bp., 2008
- Fiatal labdarúgók edzése - társszerző: Dr. Árky Nándor, Göltl Béla, Gyenes Tamás, Hargitay György, Preiner Kálmán, Thomann Antal, Zalka András, 1969
- Olimpiai kuriózumok. Érdekességek harmadszor; Halmay Zoltán Olimpiai Hagyományőrző Egyesület–Hencsei P., Szombathely, 2011 (Halmay könyvek)
- Hencsei Pál–Ivanics Tibor–Takács Ferenc: Magyarok az olimpiai játékokon, 1896-2012; MOB, Bp., 2012
- Hencsei Pál–Fericsán Kálmán: Újpesti olimpikonok; Budapest Főváros IV. kerület Újpest Önkormányzata, Budapest-Újpest, 2014
- Hencsei Pál–Ivanics Tibor–Takács Ferenc: Magyarok az olimpiai játékokon, 1896-2016; MOB, Bp., 2017
- Dorogi Olimpikonok - a kiadvány lektora volt
- Dorogiak a világbajnokságokon - a kiadvány lektora volt
- Katonaolimpikonok - a kiadvány lektora volt
- Száz éve már... (1911-2011) - a kiadvány lektora volt
- A műegyetemtől a sport élvonaláig - a kiadvány lektora volt
- 10 év a Heves Megyei Sportmúzeumban a sport történelmének templomában - a kiadvány lektora volt
- Ötkarikás beszélgetések Athén előtt - a kiadvány olvasószerkesztője volt
- A Magyar Olimpiai Akadémia évkönyve 2007-2008-2009-2010-2011-2012

## Sporttal kapcsolatos egyéb tevékenységei
Hosszú éveken keresztül a sport és az olimpiai eszme népszerűsítését tűzte ki fontos feladatként. Megszámlálhatatlan előadást és élménybeszámolót tartott ország szerte. Egyik fő szervezője a szellemi olimpiai vetélkedőknek és az olimpiai táboroknak, valamint a honi sporttal kapcsolatos megemlékezések, rendezvények és a sporttémájú könyvbemutatók elmaradhatatlan résztvevője.  Gyakori vendég Dorogon is, ahol a dorogi egyesület rendezvényeit is látogatja.

## Kitüntetései
- Testnevelés és sport érdemes dolgozója
- "Nevelő munkáért" Díj
- Zirzen Janka pedagógus emlékérem
- Mező Ferenc emlékérem
- "Zugló Sportjáért" emlékserleg
- Magyar Olimpiai Akadémia tiszteleti érem (kétszer)
- MOB Nívódíj (kétszer)
- Pedagógus szolgálati emlékérem
- Németh Imre emlékérem
- Bozsik Díj
- Csanádi Díj
- Ezüstgerely Díj (irodalmi)
- Ezüstgerely Különdíj (irodalmi)

## Családja
Házas, egy leány gyermek édesapja. Testvére, Ivanics Tamás a sportvilág szintén közismert személyisége.